# Haplinis tegulata
Haplinis tegulata là một loài nhện trong họ Linyphiidae.
Loài này thuộc chi Haplinis. Haplinis tegulata được A. David Blest miêu tả năm 1979.